# Sitio de Érsekújvár (1685)
El asedio de Érsekújvár tuvo lugar desde el  7 de julio hasta el 17 de agosto de 1685, entre el ejército asediador de los Habsburgo y la guarnición otomana que ocupaba desde 1663 la fortaleza de Érsekújvár, ciudad en lo que hoy es Nové Zámky, Eslovaquia (en turco: Uyvar). El comandante austriaco, Eneas de Caprara, invadió la ciudad y la asaltó el 17 de agosto, matando a toda la guarnición otomana.